# Cortes de la Frontera

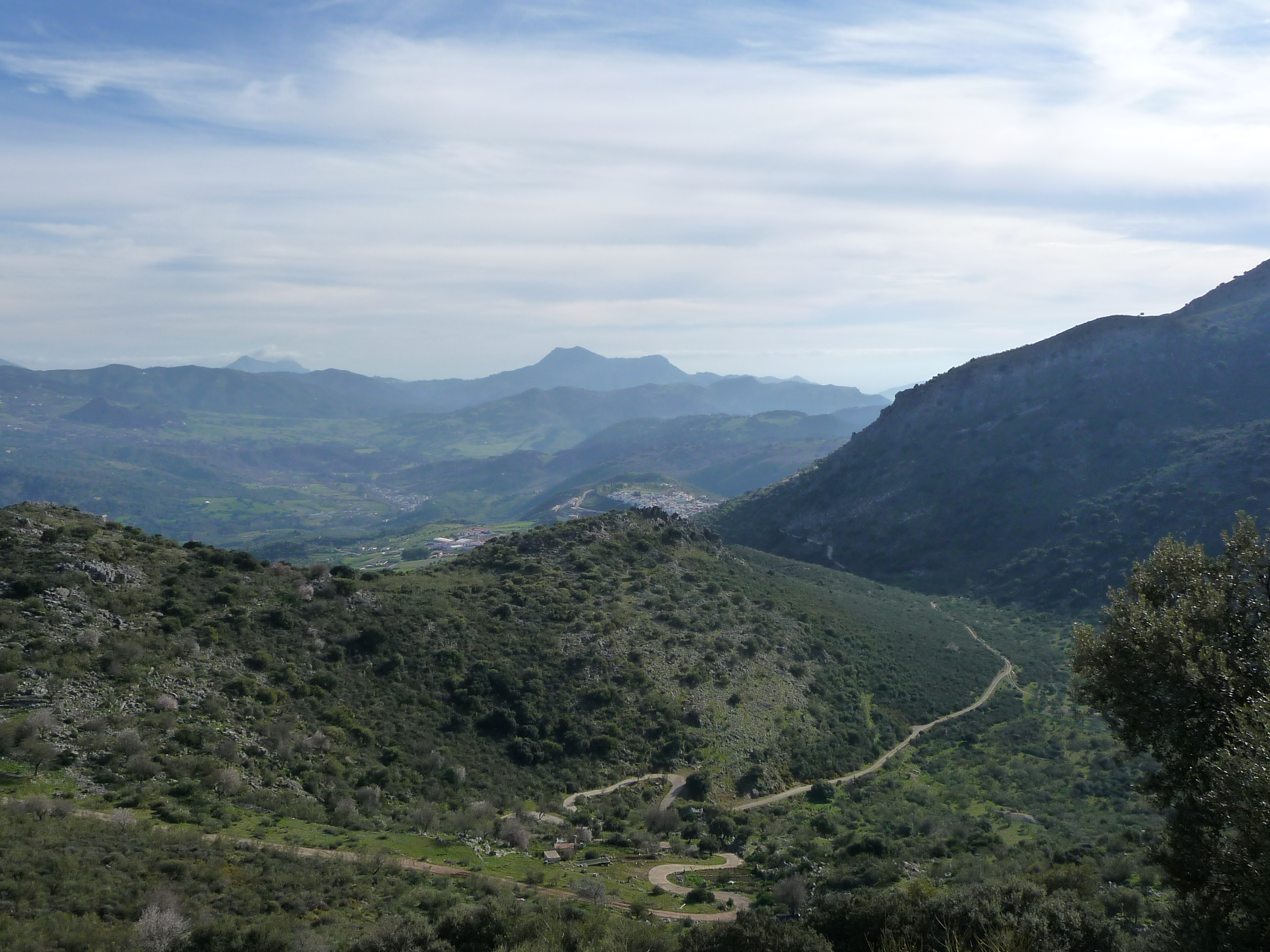
Cortes de la Frontera.

Cortes de la Frontera es un municipio perteneciente a la comunidad autónoma de Andalucía (España). Cuenta con una población de 3000 habitantes (INE 2024). 
Situado en el oeste de la provincia de Málaga, en el Valle del Guadiaro, siendo una de las poblaciones que conforman la comarca de la Serranía de Ronda. 
Se accede por la carretera Ronda-Algeciras (A-369), por las ramales cruce Jimera de Líbar (14,4 km) y la comarcal MA-555. Otras comunicaciones son por la A-373 Villamartín-Gaucín. También por la línea férrea Bobadilla-Algeciras que está a 5 km del casco urbano.

## Geografía

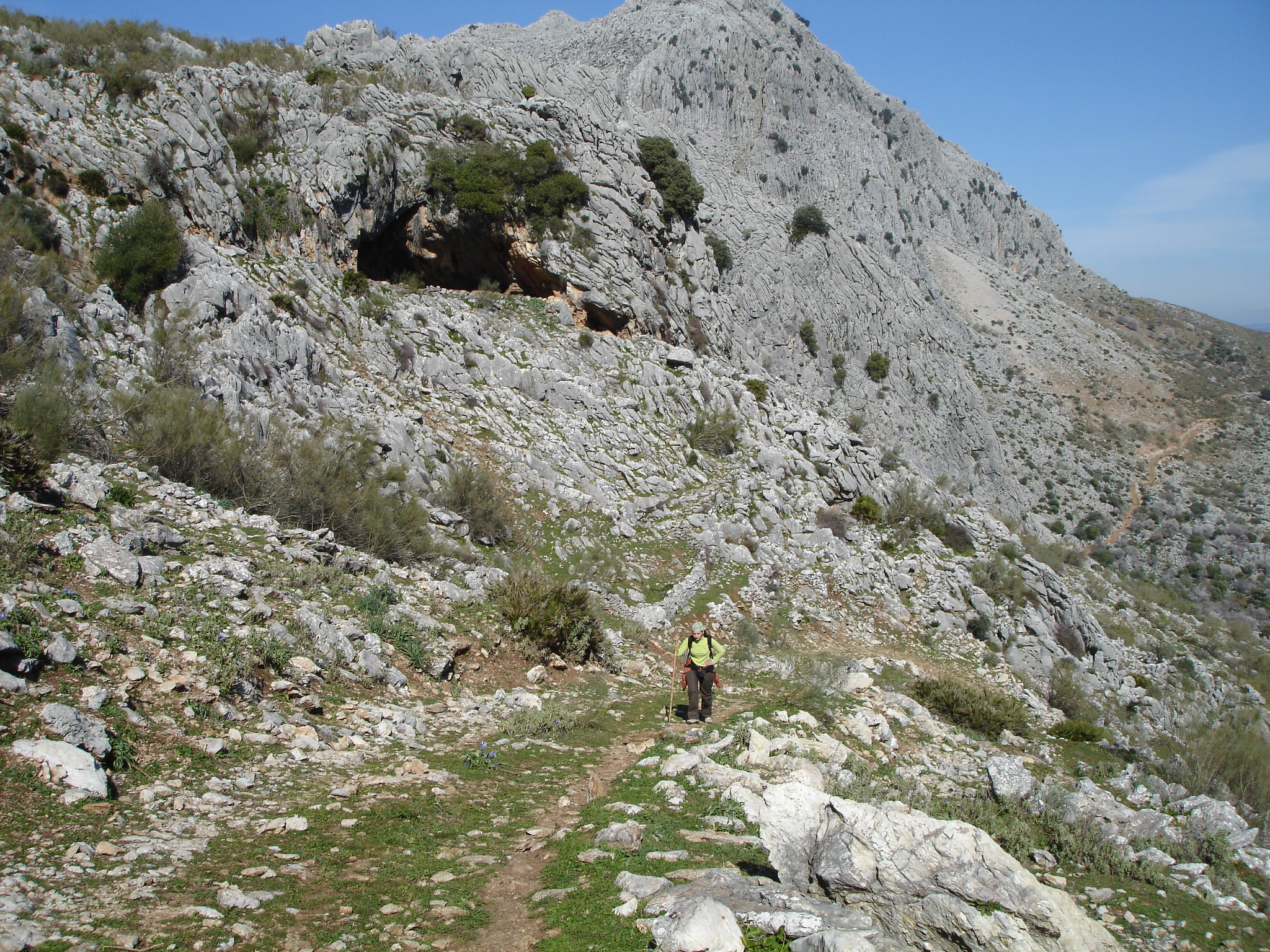
Senderismo cerca de Cortes de la Frontera.

Cortes de la Frontera está situado en el Valle del Guadiaro, en las últimas estribaciones de la Serranía de Ronda, concretamente a los pies de la sierra de los Pinos y Sierra Blanquilla y dominando el cauce del río Guadiaro. Se trata del segundo municipio de la comarca de Ronda por su extensión, y el sexto de la provincia de Málaga. La mayoría de la superficie se encuentra repartida entre los parques naturales sierra de Grazalema (24 % del término) y Los Alcornorcales (69,42 % del término), haciendo alarde de su privilegiada situación como "bonsai" natural entre estos dos espacios naturales.

## Historia
Lugar de asentamientos fenicios, musulmanes, judíos y por último cristianos. Destacan los restos de La Casa de Piedra, una ermita de origen paleocristiano o mozárabe labrada en arenisca.

## Geografía humana

### Demografía
Cuenta con una población de 3000 habitantes (INE 2024).
| Gráfica de evolución demográfica de Cortes de la Frontera entre 1842 y 2021                                                                                 |
| |
| Población de derecho según los censos de población del INE Población de hecho según los censos de población del INEEn este censo se denominaba Cortes: 1842 |

### Economía

#### Evolución de la deuda viva municipal
| Gráfica de evolución de Deuda viva del Ayuntamiento de Cortes de la Frontera entre 2008 y 2019                                |
| |
| Deuda viva del Ayuntamiento de Cortes de la Frontera en miles de Euros según datos del Ministerio de Hacienda y Ad. Públicas. |

## Política y administración
| Periodo    | Alcalde                    | Partido Político |
| ---------- | -------------------------- | ---------------- |
| 1979-1983  | Fernando Arjona Carmona    | UCD              |
| 1983-1987  | Fernando Arjona Carmona    | Independiente    |
| 1987-1991  | Francisco Márquez Barea    | PSOE-A           |
| 1991-1995  | Francisco Márquez Barea    | PSOE-A           |
| 1995-1999  | Francisco Márquez Barea    | PSOE-A           |
| 1999-2003  | Francisco Márquez Barea    | PSOE-A           |
| 2003-2007  | Francisco Márquez Barea    | PSOE-A           |
| 2007-2011  | Francisco Márquez Barea    | PSOE-A           |
| 2011-2015  | Antonio Granero            | PA               |
| 2015-2019  | José Damián García Berbén  | Vecin@s          |
| 2019-2023  | José Damián García Berbén  | Vecin@s          |
| Desde 2023 | José Antonio Zurera García | PP-A             |

## Artesanía
Artículos de corcho, artículos de esparto, artículos de palma, cerámica y marroquinería.

## Patrimonio
Patrimonio histórico construido: 
-Edificio del Ayuntamiento, de estilo neoclásico, año 1784
-La Casa de Piedra, del siglo VI al VII
-Iglesia de Nuestra Señora del Rosario, siglo XVIII
-La plaza de toros, siglo XIX
-Capilla y pórtico de Valdenebros, siglo XVIII
-Torre de Paso, siglo XIII
-Cortes El Viejo, antiguo asentamiento romano y árabe
Patrimonio natural:
-Cañón de las Buitreras
-La Sauceda
-Sierra de Libar
-Sierra de los Pinos
-El Peñón del Berrueco
-Sierra del Castillo
-Cerro Pajarraquera

## Industria
Destaca principalmente por la producción de corcho. La extracción del corcho es un recurso ancestral, que aún hoy se realiza de forma muy similar. El período de descorche debe coincidir con la máxima actividad vegetativa para que el árbol se recupere lo más pronto posible. Es llevado a cabo por cuadrillas que viven en el monte mientras dura la operación. Obreros especializados realizan la «pela» y van apilando las «panas» que serán trasladadas mediante caballería para más tarde pesarlas y clasificarlas.

## Referencias

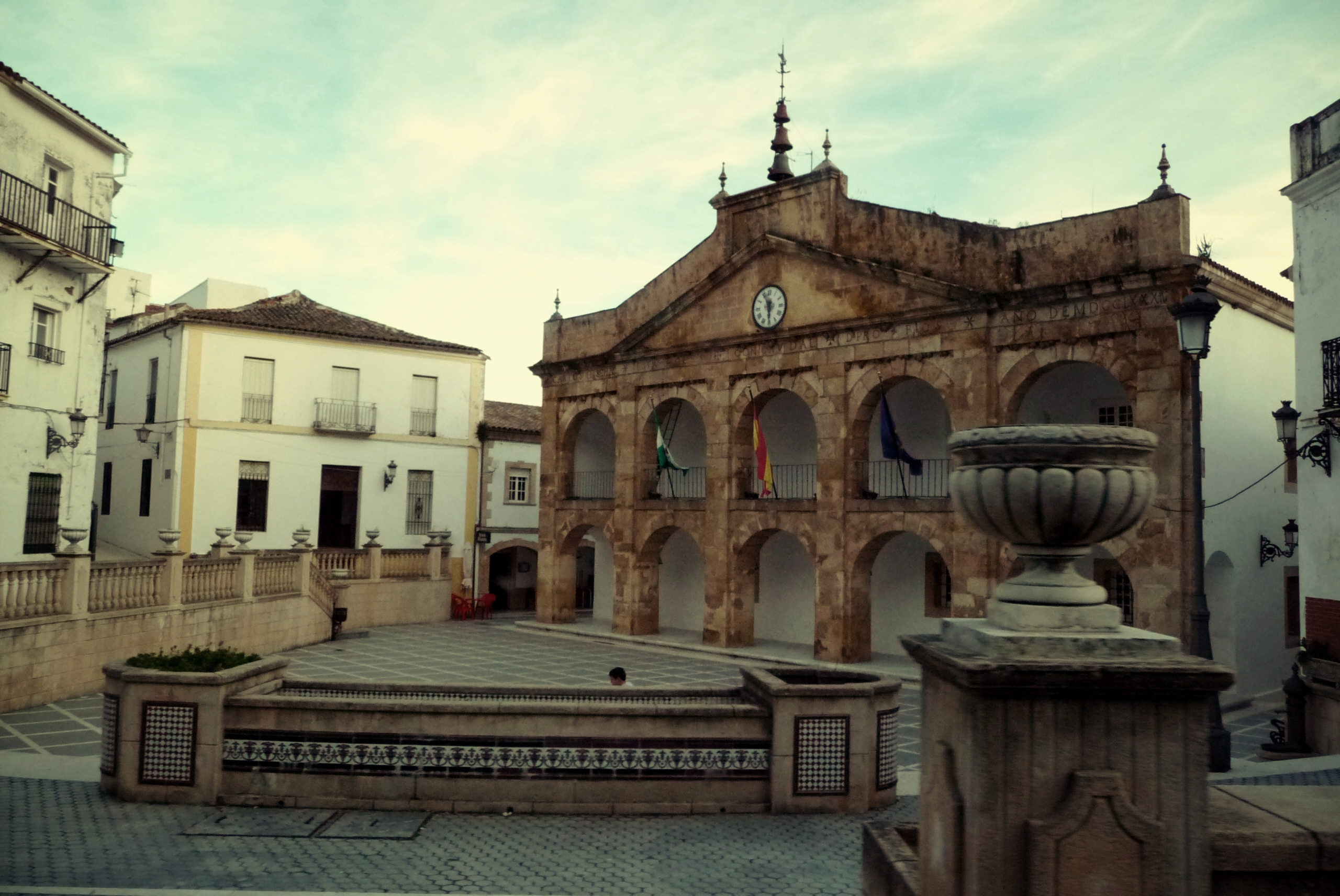
Ayuntamiento.